# Brushing
Brushing is een bedrieglijke techniek die soms gebruikt wordt bij e-commerce om de score van een verkoper te verhogen door valse bestellingen aan te maken. Hierbij worden de producten in kleine hoeveelheden naar nietsvermoedende klanten gestuurd waarvan men ergens het adres gevonden heeft. De verzending is nodig omdat de meeste bestellingen pas beoordeeld kunnen worden als de verzending echt gebeurd is. Daarna kan de bedrieglijke verkoper zichzelf een positieve beoordeling geven. 
In juli 2020 stuurde het Amerikaans ministerie bevoegd voor landbouw een waarschuwing nadat honderden Amerikanen een mysterieus pakket met zaden in de brievenbus vonden. In België heeft  het FAVV (Federaal Agentschap voor de veiligheid van de voedselketen) gevraagd dergelijke pakketten te vernietigen. In België heeft één persoon een gelijkaardig geval gemeld.